# Eprazinone
Eprazinone (tên thương mại Eftapan) là một thuốc tiêu nhầy và giảm co thắt phế quản.